# Haurvatat
În mitologia persană, Haurvatat este una din cele șapte divinități din Amesha Spentas. Ea este personificarea perfecțiunii și este asociată vieții de după moarte. Ea aduce sănătate și prosperitate. Cel mai mare dușman al ei este zeița foametei, Tawrich.